# Hoàng Trung Kiên
Hoàng Trung Kiên (sinh 1950) là một sĩ quan cấp cao trong Quân đội nhân dân Việt Nam, mang quân hàm Thiếu tướng, Ông nguyên là Tư lệnh Binh chủng Tăng - Thiết giáp, Quân đội nhân dân Việt Nam, hiệu trưởng Trường Sĩ quan Tăng-Thiết giáp.

## Thân thế binh nghiệp
Ông sinh năm 1950.
Quê quán: xã Thanh Hà, Huyện Thanh Ba, tỉnh Phú Thọ.
Trước năm 2010, ông giữ chức vụ: Hiệu trưởng Trường Sĩ quan Tăng-Thiết giáp.
Năm 1975, Hoàng Trung Kiên là lính lái xe tăng thuộc Quân đội nhân dân Việt Nam.
Sau khi Việt Nam thống nhất, Hoàng Trung Kiên được cử đi học tại Trường Sĩ quan Tăng-Thiết giáp
Sau khi tốt nghiệp loại xuất sắc, Hoàng Trung Kiên được giữ lại làm giảng viên ở trường này.
Sau đó, ông được Nhà nước Việt Nam phong học hàm Phó giáo sư, Nhà giáo nhân dân.
Ông từng giữ chức vụ Hiệu trưởng Trường Sĩ quan Tăng-Thiết giáp.
Năm 2010, Hoàng Trung Kiên là Thiếu tướng, Tư lệnh Binh chủng Tăng - Thiết giáp, Quân đội nhân dân Việt Nam.
Hoàng Trung Kiên còn là hội viên Hội Nhà văn Việt Nam.

## Lịch sử thụ phong quân hàm
| Cấp bậc | Thiếu tướng |  |  |  |  |  |  |  |  |  |  |  |